# 基丘艾區

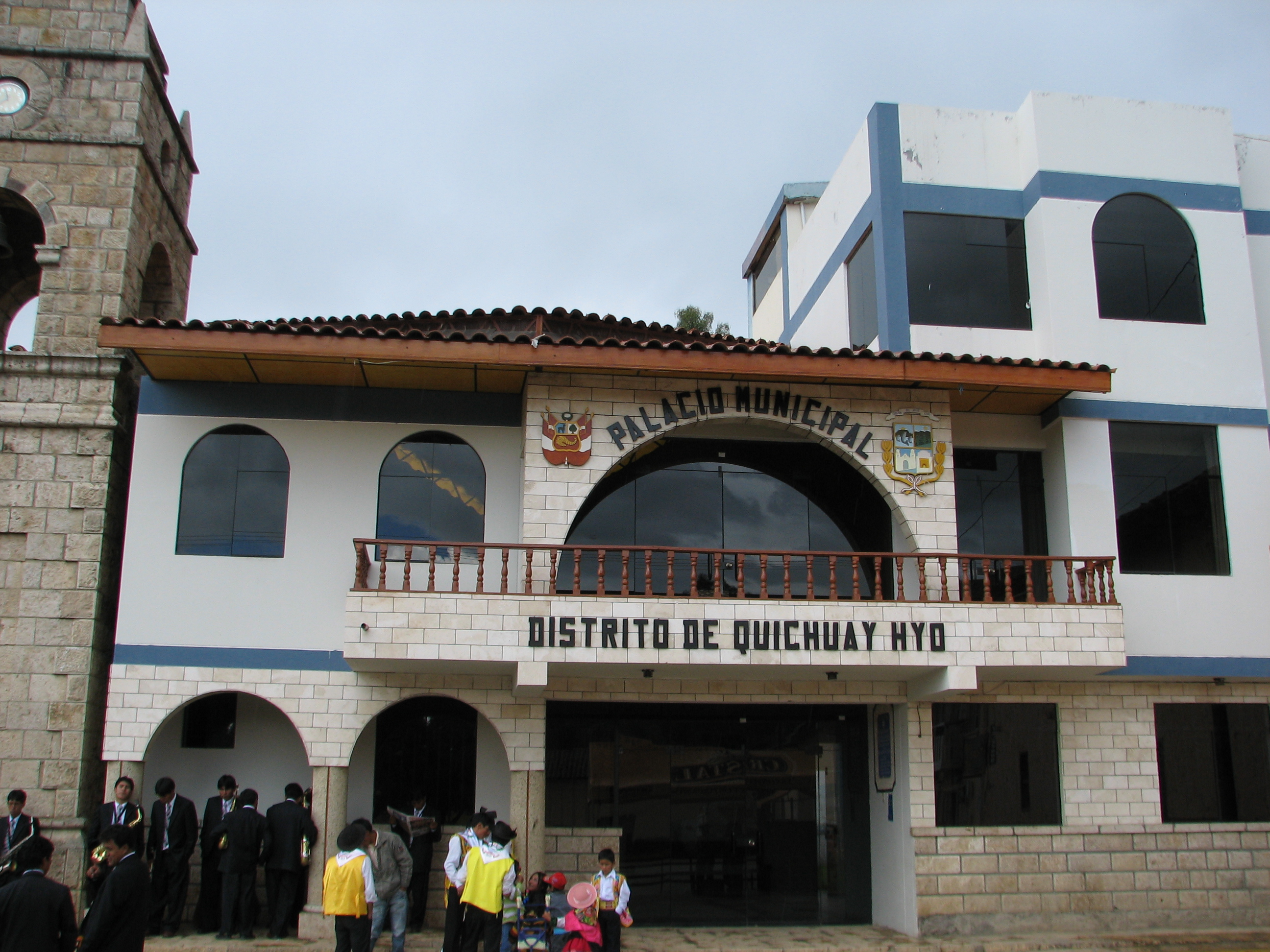

基丘艾區（西班牙語：Distrito de Quichuay），是秘魯的一個區，位於該國中部胡寧大區的萬卡約省，始建於1955年11月24日，面積34.79平方公里，海拔高度3,430米，2005年人口2,186，人口密度每平方公里63人。